# Stele von Darende

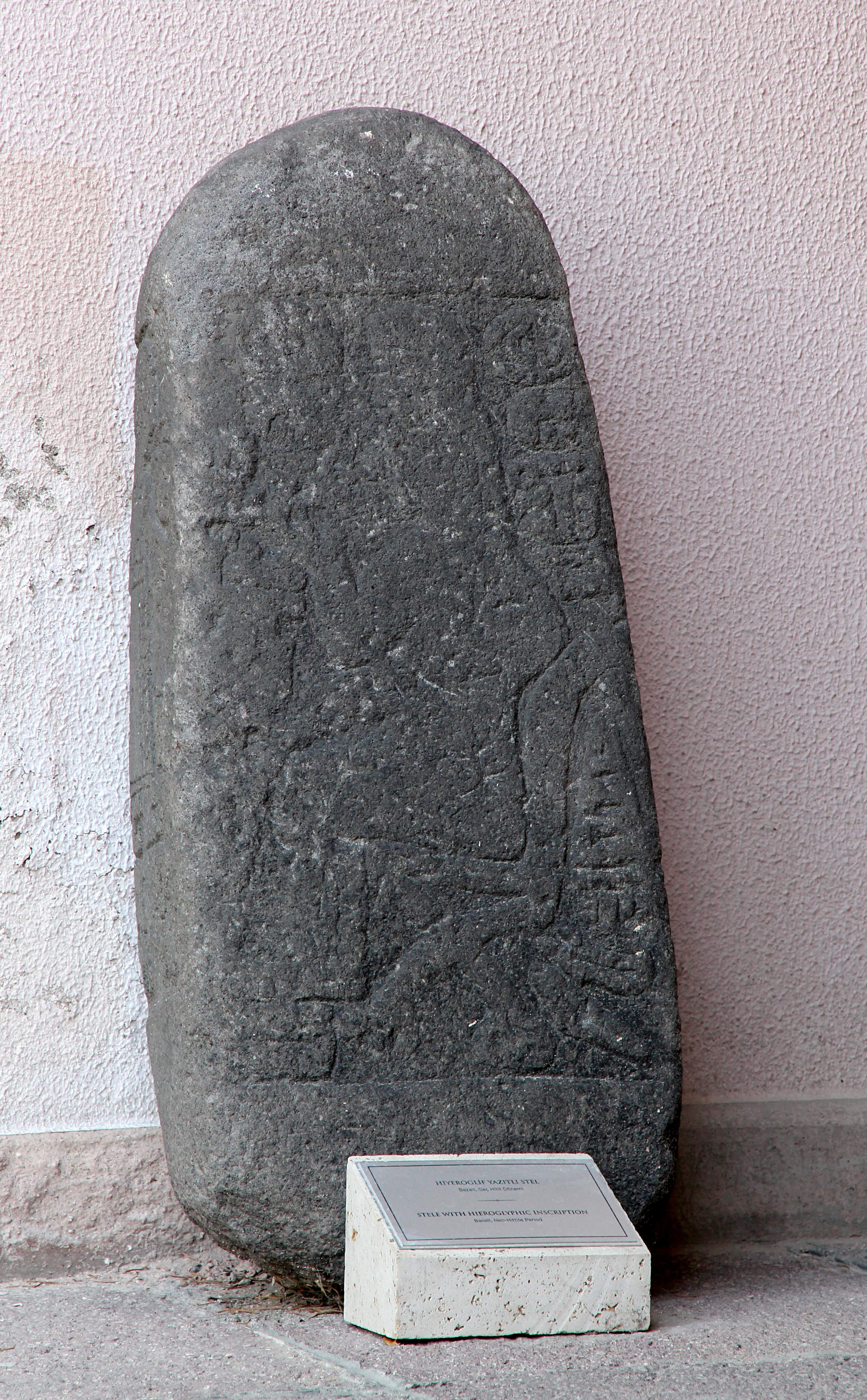
Stele von Darende, Vorderseite mit Relief

Die Stele von Darende ist ein späthethitisches Monument aus der Zentraltürkei mit Reliefs und einer Inschrift in luwischen Hieroglyphen. Die Stele befindet sich heute im Museum für anatolische Zivilisationen in Ankara. Sie wird ins 11. oder 10. Jahrhundert v. Chr. datiert und dem Königreich Melid (Malatya) zugeordnet.

## Forschungsgeschichte
Der deutsche vorderasiatische Archäologe Hans Henning von der Osten und der türkische Archäologe Hâmit Zübeyir Koşay sahen beide 1931 die Stele in der Gök-Medrese in Sivas und veröffentlichten Bilder. In der Medrese wurden zunächst die archäologischen Funde der Umgebung aufbewahrt, bevor das Archäologische Museum Sivas gegründet wurde. Es folgte 1932 und 1935 der US-amerikanische Altorientalist Ignace Gelb, der die Stele als erster ausführlich beschrieb. Um die genaue Herkunft des Werkes zu erkunden, fuhr er nach Darende, wo er erfuhr, dass der Stein aus der Wand des Minaretts der Ulu Cami in Eski Darende (Alt-Darende) stammte. Die ursprüngliche Herkunft sei nicht mehr festzustellen. Der deutsche vorderasiatische Archäologe Helmuth Theodor Bossert fand heraus, dass das Artefakt zwischen 1928 und 1931 in die Gök-Medrese gelangt war. Er überprüfte 1954 die Herkunftsangaben und stellte fest, dass das Loch in der Minarettwand zu klein war, um den Stein aufgenommen zu haben. Außerdem zeigte das Werk keine Abarbeitungsspuren, die bei der Einmauerung in eine runde Wand hätten erscheinen müssen. Demzufolge bleibt die tatsächliche Provenienz der Stele ungeklärt. Für die Umgebung von Darende sprechen jedoch Übereinstimmungen mit der Stele von İspekçür und den Felsinschriften von Kötükale und Gürün, die alle am Fluss Tohma Çayı zu gefunden wurden. Demnach sind sie alle dem späthethitischen Königreich von Melid zuzuweisen, was auch durch die Texte bestätigt wird. Eine Untersuchung der Reliefs auf der Stele lieferte 1971 Winfried Orthmann, Publikationen der Inschriften erfolgten unter anderem durch Piero Meriggi 1934, Bedřich Hrozný 1937 und Bossert 1954. Der britische Hethitoöloge John David Hawkins nahm das Werk 2000 in sein Corpus of Hieroglyphic Luwian Inscriptions auf.
Die Überführung der Stele von Sivas ins Museum von Ankara erfolgte zwischen den Besuchen von Gelb (1935) und Bossert (1954).

## Beschreibung

### Reliefs
Die Stele ist aus Basalt, oben abgerundet und hat eine Höhe von 0,79 Metern, eine maximale Breite von 0,30 Metern und eine maximale Tiefe von 0,20 Metern. Sie ist auf allen Seiten bearbeitet, die Vorderseite und die beiden Schmalseiten tragen jeweils ein Relief, auf der Rückseite ist eine Inschrift in luwischen Hieroglyphen eingraviert. Die Frontseite zeigt eine sitzende Göttin, nach links gewandt, auf einem Stuhl mit hoher, zurückgebogener Lehne und gekreuzten Tatzenfüßen. Sie trägt einen hohen Polos, eine lange Robe und Schuhe mit hochgebogenen Spitzen. Die Füße stehen auf einem Schemel. Links vor der Gestalt steht ein Altar mit Opfergaben. Ihre rechte Hand führt eine Schale zum Mund, die linke hält einen Lituus. Durch Hieroglyphen ist sie identifiziert als die Göttin Hepat des Landes. Der Name steht vor und hinter dem Kopf der Figur. Auf der rechten Seite ist eine männliche, nach links gerichtete Gestalt abgebildet. Der Mann ist bartlos und hat im Nacken als Zopf bis zur Hüfte herabfallende Haare. Bekleidet ist er mit einem langen Gewand mit Fransen mit einem Gürtel um die Hüfte. Auch er hält links einen gekrümmten Stab und rechts eine Schale auf Mundhöhe. Die Füße mit den bekannten Schnabelschuhen stehen auf einem liegenden Löwen. Nach den Hieroglyphen hinter seinen Beinen ist es der Gott Šarruma. Auf der linken Seite steht eine weitere männliche Figur, nach rechts, also den beiden Göttern zugewandt. Kleidung und Haartracht entsprechen derjenigen des Šarruma. Er hält in der rechten (?) Hand einen Gegenstand, der eine Doppelaxt oder ein Hammer sein könnte. Mit der anderen Hand gießt er eine Libationsflüssigkeit aus einem Krug in ein vor ihm stehendes, zweihenkliges Gefäß. Zeichen in einem vor ihm angebrachten Kreis bezeichnen ihn als König von Melid. Hawkins sieht die Figur als den Text einleitende amu-figure, wobei amu das EGO-Zeichen („Ich“) der luwischen Hieroglyphen  bezeichnet.
Die Flächen der Reliefs sind nur flach in den Stein eingetieft, oben und unten bleibt er unbearbeitet oder grob geglättet. Die Bilder selbst sind sehr flach eingraviert ohne jede Formung der Oberflächen, eher nach Art einer Strichzeichnung als eines Reliefs. Auch die Abbildungen zeigen nach Orthmann eine gewisse Unbeholfenheit. Orthmann vermutet als Grund das Fehlen einer Bildhauertradition und damit eine mangelnde Vertrautheit mit den entsprechenden Techniken in dieser Zeit.

### Inschrift
Die Rückseite der Stele trägt eine sechs-zeilige Inschrift in luwischen Hieroglyphen. Die Zeilen haben eine Höhe von 20 Zentimetern und sind durch eingravierte Linien getrennt. Im Gegensatz zu den einzelnen Hieroglyphen bei den Abbildungen, die im Hochrelief ausgeführt sind, ist der Text dieser Seite eingeschnitten. Er beginnt in der rechten oberen Ecke und setzt sich bustrophedon bis zum unteren rechten Ende fort. Darin stellt sich Arnuwantis (II.), König von Melid, als Enkel des Arnuwantis (I.) und Sohn von PUGNIS-mili vor. Er berichtet von der Gründung einer Stadt -tumani und widmet die Stele dem Gott. Der erwähnte Arnuwantis I. ist bekannt als Enkel von Kuzi-Teššub, Herrscher von Karkemiš im frühen 12. Jahrhundert v. Chr. Damit wäre die Entstehung dieser Stele auf vier Generationen später, somit ins späte 11. oder frühe 10. Jahrhundert v. Chr. zu datieren. Die gleiche Generationenfolge wird auf der Stele von İspekçür erwähnt, die nicht weit von Darende gefunden wurde.